# 1944년 미국 상원의원 선거
1944년 미국 상원의원 선거는 1944년 11월 7일에 1944년 미국 대통령 선거와 1944년 미국 하원의원 선거와 같이 치러졌다. 민주당은 1석이 줄어들었지만 원내 과반에 성공하였다.

## 선거 결과
| 정당            | 선거결과 | 의석 수 |
| --------------- | -------- | ------- |
| 민주당          | 21석     | 57석    |
| 공화당          | 16석     | 38석    |
| 위스콘신 진보당 | -        | 1석     |